# Diodora patagonica
Diodora patagonica is een slakkensoort uit de familie van de Fissurellidae. De wetenschappelijke naam van de soort is voor het eerst geldig gepubliceerd in 1839 door d'Orbigny.